# Kastanjevävare
Kastanjevävare (Ploceus rubiginosus) är en fågel i familjen vävare inom ordningen tättingar.

## Utseende
Kastanjevävaren är en stor medlem av familjen med kraftig näbb. Hanen i häckningsdräkt är kastanjebrun med svart huvud. Honan och hanen utanför häckningstid är anmärkningsvärt färglösa, gråbruna med beige på bröstet istället för grönaktiga och gulaktiga toner som syns på liknande vävare. Häckande hane är märkligt lik kastanjesparv och ses ofta häcka i närheten, men skiljs lätt genom större storlek och svart huvud.

## Utbredning och systematik
Kastanjevävare delas in i två distinkta underarter med följande utbredning:
- Ploceus rubiginosus trothae – förekommer på acaciesavanner i Angola, norra Namibia och Botswana
- Ploceus rubiginosus rubiginosus – förekommer i Etiopien, Eritrea, nordvästra och södra Somalia, sydöstligaste Sydsudan, nordöstra Uganda, Kenya och Tanzania

## Levnadssätt
Kastanjevävaren hittas i torr savann, där den lever ett mycket nomadiskt liv. Den kan ses i stora antal efter regn och börjar då häcka i stora kolonier.

## Status och hot
Arten har ett stort utbredningsområde och en stor population med stabil utveckling och tros inte vara utsatt för något substantiellt hot. Utifrån dessa kriterier kategoriserar internationella naturvårdsunionen IUCN arten som livskraftig (LC). Världspopulationen har inte uppskattats men den beskrivs som vanlig till lokalt mycket vanlig.